# NGC 3678
NGC 3678 في الفهرس العام الجديد، هي مجرة، تقع في كوكبة الأسد. اكتشفت في 13 أبريل 1831 بواسطة جون هيرشل.

## روابط خارجية
- NGC 3678 على موقع ويكي سكاي: DSS2, SDSS, GALEX, IRAS, Hydrogen α, X-Ray, Astrophoto, Sky Map, Articles and images